# Marcelle Stroobants
Marcelle Stroobants est une sociologue belge, née en 1950.

## Biographie
Licenciée en sciences sociales de l'Université libre de Bruxelles en 1973 avec un mémoire intitulé Sociologie de la connaissance biologique, le Transformisme, elle devient Docteur en sciences sociales de l'Université libre de Bruxelles en 1991, avec une thèse nommée De l'organisation du travail à la formation des compétences: prégnance de la technologie dans l'approche des processus de différenciation des savoirs. 
Professeur de l'ULB, membre du centre de recherches METICES, elle a notamment enseigné la sociologie des rapports sociaux.
Inspirée notamment par la pensée de Gilbert Simondon, elle a développé une  sociologie de la fabrication des aptitudes et des compétences, qui décortique le processus d'apprentissage, en identifiant les rapports sociaux qui conditionnent les opérations qui en font une « métamorphose ».
Elle est l'auteur d'un manuel de sociologie du travail.
Elle est membre du Comité d’organisation des « Journées internationales de sociologie du travail », membre du conseil scientifique du Centre d'études et de recherches sur les qualifications (Céreq), membre du conseil scientifique de la Maison des Sciences de l’Homme Ange-Guépin de Nantes, membre du comité scientifique de la revue Éducation permanente, professeure invitée à Porto, Tours, Nantes, Paris et Montréal et à l'École des hautes études en sciences sociales.

## Publications
- Marcelle Stroobants, Sociologie du travail, Paris, Nathan, 1993
- Marcelle Stroobants, Savoir-faire et compétences au travail: Une sociologie de la fabrication des aptitudes, Bruxelles, Éditions de l'Université de Bruxelles, 1993[4],[5].
- Marcelle Stroobants, Sociologie du travail. Domaines et approches, Paris, Armand Colin, 2010 (3e édition)
- Mateo Alaluf, Pierre Desmarez et Marcelle Stroobants, Mesures et démesures du travail, Bruxelles, Editions de l'université de Bruxelles, 2012.
- Pierre Desmarez, Marcelle Stroobants, Caroline Lanciano-Morandat, Sylvie Montchâtre et François Vatin, Temps, travail et salariat. Mateo Alaluf et Pierre Rolle: actualité de leur pensée, Toulouse, Octarès, 2012.